# Нестеров, Антон Викторович
Анто́н Ви́кторович Не́стеров (18 августа 1966, Москва — 25 марта 2025, Москва) — российский литературовед, художественный переводчик, поэт, педагог. Кандидат филологических наук, доцент.

## Биография
Родился 18 августа 1966 года в Москве. В 1988 году окончил романо-германское отделение филологического факультета МГУ. В 2000 году защитил на историко-филологическом факультете РГГУ диссертацию на тему «Рецепция поэзии Джона Донна в русской литературе», получив степень кандидата филологических наук по специальности «Русская литература».
С 1998 года преподавал в Московском государственном лингвистическом университете на переводческом факультете, на кафедре переводоведения и практики перевода английского языка.
Параллельно переводческой и преподавательской работе писал стихи, занимался издательской деятельностью, культурными проектами мультижанрового формата.
Скончался 25 марта 2025 года.

## Творчество
Публиковал стихи, статьи, переводы в журналах «Иностранная литература», «Новое литературное обозрение» и других. Переводил прозу М. Брэдбери, А. Конан Дойла, А. Мейчена, А. А. Милна, Э. Паунда, Ч. Симика, М. Элиаде, романы Т. Пратчетта «Угонщики», Т. Фишера «Философы с большой дороги» и др., эссе Р. Генона, М. Элиаде, стихи Ага Шахида Али, Л. Глик, Дж. Грина, А. Дагена, Дж. Донна, У. Б. Йейтса, Дж. Моррисона, Э. Паунда, У. Рэли, Л. Ферлингетти, Дж. Эшбери и др.
Автор более 140 научных и учебно-методических публикаций. Постоянный участник Международного конгресса переводчиков художественной литературы и многих других встреч профессионального переводческого цеха, научных конференций и форумов.
Составитель, переводчик и комментатор тома прозы Дж. Донна «По ком звонит колокол» [2004], автор ряда работ по английской поэзии рубежа XVI—XVII веков, включая монографии «Фортуна и лира: некоторые аспекты английской поэзии конца XVI — начала XVII вв (У. Шекспир, Д. Донн, Э. Спенсер, У. Рэли)» и «Колесо Фортуны. Репрезентация человека и мира в английской культуре начала Нового века».
Основатель и руководитель издательства «Итака» (2002). Организатор и идеолог музыкального проекта «Игра в Кортасики», для которого создал часть поэтического материала.

### Книги
- Антон Нестеров. Сон рыбы подо льдом. (Сборник стихов). М.: Итака, 2003. ISBN 5-85-677-003-X
- Антон Нестеров. Колесо Фортуны. Репрезентация человека и мира в английской культуре начала Нового времени. М.: Прогресс-Традиция, 2015. ISBN 978-5-89826-426-0

### Некоторые поэтические публикации
- По непрочному воздуху: По следам XI Московского Фестиваля верлибра. / Составитель Дмитрий Кузьмин. М.: АРГО-РИСК; Тверь: Колонна, 2004. Обложка Анжелы Сизовой и Вадима Калинина. ISBN 5-94128-094-7 C.139-141.
- То самое электричество: По следам XIII Российского Фестиваля верлибра. / Составитель Дмитрий Кузьмин. М.: АРГО-РИСК, 2007. Обложка Вадима Калинина. ISBN 5-85941-192-8 С. 113.

### Некоторые переводы
- Рене Генон. Универсальный человек // Волшебная гора II (альманах) / Составитель: Артур Медведев. — М.: Пилигрим, 1994. — С. 78-80.
- Терри Пратчетт. Угонщики. — М.: Центрполиграф, 1996. — ISBN 5-218-00031-0
- Уильям Батлер Йейтс. Rosa alchemica. / У. Б. Йейтс. Виддение. М., 2000. С. 101—118.
- Джон Донн. Фрагменты из «Обращений к Господу в час нужды и бедствий». Вестник Европы, 2002, No 4.
- Тибор Фишер. Философы с большой дороги. — М.: АСТ, 2002. — ISBN 5-17-005642-7
- Джон Эшбери. Стихотворения и эссе, — Иностранная литература № 12, 2023. — С. 3-24.
- Стейн Мерен: Из переводов к готовящейся к изданию книги
- Стейн Мерен. Стихи

### Некоторые литературоведческие статьи
- Антон Нестеров. Густав Майринк: топография Иного. // Густав Майринк. Сочинения в трех томах. Том 1. Волшебный рог бюргера. Зеленый лик М.: Ладомир, 2000. ISBN 5-86218-369-8, 5-86218-370-1
- Антон Нестеров, Юрий Стефанов. Алхимическая тинктура Артура Мейчена. Эссе // Артур Мейчен. Белые люди (авторский сборник, часть собрания сочинений) М.: Гудьял-Пресс, 2001. ISBN 5-8026-0122-1
- Антон Нестеров. Джон Донн «алхимический». // Развитие средств массовой коммуникации и проблемы культуры. — М.: Университет Натальи Нестеровой, 2000 ISBN: не указан.
- Антон Нестеров. Джон Донн. Обращения к Господу в час нужды и бедствий. // Вестник Европы, номер 4, 2002.
- Антон Нестеров. Иконография и поэзия, или Комментарий к некоторым текстам Мандельштама, написанный на основе emblemata. // Новое литературное обозрение № 67, 2004.
- Антон Нестеров. Канада: малый поэтический атлас. // Иностранная литература, № 11, 2006.
- Антон Нестеров. Мосты Пауля Целана (рецензия на книгу Пауль Целан. Стихотворения. Проза. Письма. — M.: Ad Marginem, 2008). // Иностранная литература № 2, 2009.
- Антон Нестеров. О портрете Генри Ризли, графа Саутгемптона работы Джона де Критса, или символ vs. нарратив. // Риторика бестиарности. Составители: О. Л. Довгий, А. Л. Львова. — М.: Intrada, 2014. Серия: RES et VERBA ISBN 978-5-8125-2006-9
- Антон Нестеров. Джон Донн и его «ars moriendi». // Джон Донн. По ком звонит колокол. (авторский сборник). — М.: Эксмо, 2023 г. (август) Серия: Библиотека всемирной литературы Тираж: 2000 экз. ISBN 978-5-04-181153-2

## Признание
- Дважды лауреат премии «Инолиттл» журнала «Иностранная литература» (2002, 2014).
- Член жюри Гильдии «Мастера литературного перевода».
- Интервью Елене Калашниковой («Русской Журнал», 15 июля 2002 г.): http://www.litkarta.ru/dossier/kalashnikova-nesterov-interview/ Цитата: «Писатели, которые у себя на родине были неглавными, стали у нас чуть ли не визитными карточками своих эпох. Гофман и Байрон в России куда более значимы, чем у себя на родине. Если говорить об индексе цитирования английской поэзии, в Англии, например, из романтиков на первом месте — Вордсворт и Китс, здесь толком не прочитанные. Для испанцев Лорка не самый великий из их поэтов XX века… Характерен пример Воннегута, не самого интересного писателя в американской литературе, который, попав в России на нерв 60-х, стал здесь чуть ли не культовой фигурой. Очевидно, „удавшийся“ перевод отвечает потребностям культуры воспринимающей. Переводчик ищет силовое поле, в котором развертываются ответы на вопросы, мучающие его самого... Перевод — это такое „кривое зеркало“ культуры-реципиента».